# 本登巴赫
本登巴赫是德国莱茵兰-普法尔茨州的一个市镇。总面积7.70平方公里，总人口936人，其中男性460人，女性476人（2011年12月31日），人口密度122人/平方公里。